# Resseliella
Resseliella är ett släkte av tvåvingar. Resseliella ingår i familjen gallmyggor.

## Dottertaxa tillResseliella, i alfabetisk ordning[1]
- Resseliella aurata
- Resseliella betulicola
- Resseliella californica
- Resseliella carnea
- Resseliella cincta
- Resseliella cinctella
- Resseliella clavula
- Resseliella conicola
- Resseliella coryli
- Resseliella coryloides
- Resseliella crassa
- Resseliella crataegi
- Resseliella dizygomyzae
- Resseliella emblicae
- Resseliella fruticosi
- Resseliella galegae
- Resseliella hudsoni
- Resseliella ingrica
- Resseliella lavandulae
- Resseliella liriodendri
- Resseliella maccus
- Resseliella meridionalis
- Resseliella oculiperda
- Resseliella odai
- Resseliella oleisuga
- Resseliella orientalis
- Resseliella perplexa
- Resseliella piceae
- Resseliella pinifoliae
- Resseliella poecilantha
- Resseliella proteae
- Resseliella quadrifasciata
- Resseliella quercivora
- Resseliella radicis
- Resseliella ranunculi
- Resseliella resinicola
- Resseliella resinophaga
- Resseliella ribis
- Resseliella salicicola
- Resseliella salvadorae
- Resseliella sibirica
- Resseliella silvana
- Resseliella skuhravyorum
- Resseliella soya
- Resseliella syringogenea
- Resseliella tenuis
- Resseliella theobaldi
- Resseliella trianguliceps
- Resseliella tulipiferae
- Resseliella vespicoloris